# Clothilde de La Bédoyère
Clothilde de La Bédoyère, född 1829, död 1884, var en fransk hovfunktionär. Hon hade under 1859 ett uppmärksammat förhållande med kejsar Napoleon III, som ledde till offentliga uppträden med hans dåvarande mätress Marie-Anne Walewska. 
Hon var dotter till Henri de la Rochelambert och Apollonie de Bruges och gifte sig 1849 med greve Georges Huchet de la Bédoyère, och 1869 med Napoléon Henri "Edgard" Ney, prins de Moskowa. Hon var Dame du Palais 1855–1870. 